# Johann Carl Ludwig Schmid
Johann Carl Ludwig Schmid (* 12. September 1780 in Cottbus; † 4. September 1849 in Berlin) war ein preußischer Architekt und preußischer Baubeamter. 1842 folgte er August Günther als Leiter der Oberbaudeputation nach und 1848 berief ihn der preußische Staat zum Direktor der Berliner Bauakademie.

## Frühes Schaffen

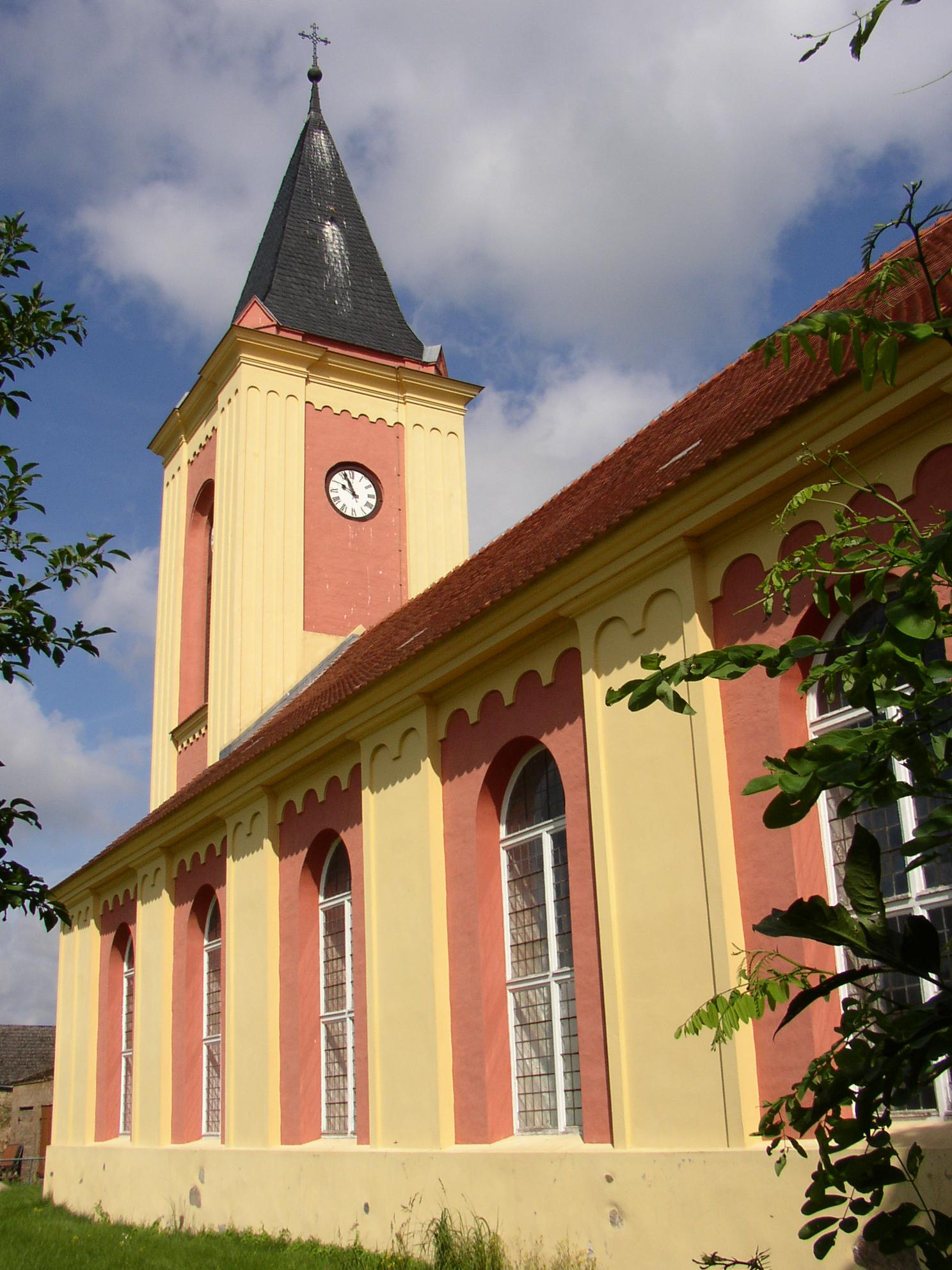
Dorfkirche Rüthnick

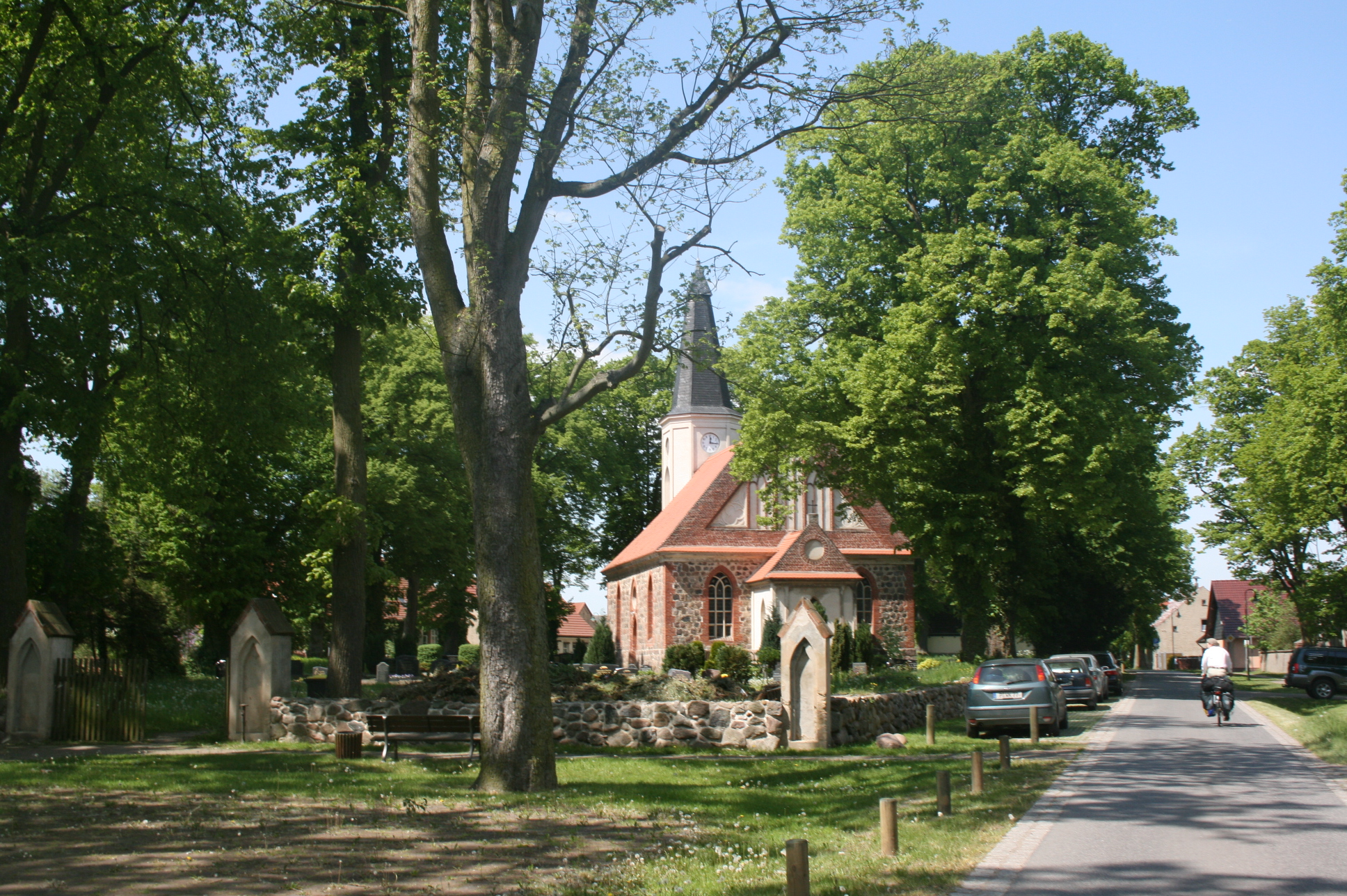
Großmutzer Kirche

Über die Arbeiten Schmids zu Beginn des 19. Jahrhunderts ist wenig bekannt. Von 1810 bis 1814 unterrichtete er an der Berliner Bauakademie das Fach Modellieren. 1814/15 war er als Bauinspektor in Zehdenick tätig und entwarf den Wiederaufbau der abgebrannten Dorfkirche von Großmutz (Lage) und Rüthnick (Lage). In Potsdam war er als Regierungs- und Baurat tätig.

## Arbeiten mit Schinkel und Vorreiter des Hobrecht-Plans
Als Freund Karl Friedrich Schinkels wurde Schmid 1818 zum Assessor bei der Oberbaudeputation nach Berlin berufen und 1819 zum Oberbaurat ernannt.  Er war für den Land- und Chauseebau in der Kur- und Neumark (westlich der Oder) zuständig. Im selben Jahr heiratete er Juliane Krutisch (1794–1832), mit der er vier Kinder hatte. Als 40-Jähriger übernahm er 1820 die Direktion der Ziegeleien für die Bauten des märkischen Finowkanals.

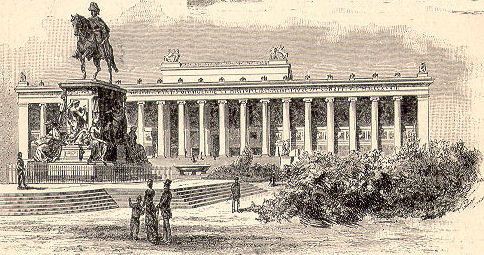
Gemeinsamer Entwurf mit Schinkel: Altes Museum

Aus der engen Freundschaft Schmids mit Schinkel gingen gemeinsame Entwürfe hervor, wie 1822 für das Alte Museum am Lustgarten, das heute die Antikensammlung der Staatlichen Museen zu Berlin beherbergt. Auch der neue Packhof am Kupfergraben, der unter Schmids Leitung fertiggestellt wurde, ging auf gemeinsame Planungen in den Jahren 1825/1826 zurück.
Als 1827 der Berliner Magistrat aufgrund des starken Wachstums und der Einengung der Stadt innerhalb der Berliner Zollmauer oder Akzisemauer beschloss, für das Umland einen Bebauungsplan zu erstellen, teilte der als Oberbaurat im Preußischen Innenministerium zuständige Schmid das Gebiet um Berlin in fünf Planabschnitte ein, die im Uhrzeigersinn nummeriert wurden. Schmids Arbeiten gehörten zu den konzeptionellen Vorläufern des späteren Hobrecht-Plans von 1862, dem Bebauungsplan der Umgebungen Berlins.

## Luisenstädtischer Kanal und Differenzen zu Lenné

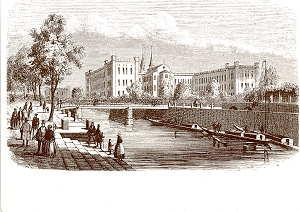
Von Schmid vorbereitet: Luisenstädtischer Kanal (hier am Bethanien-Krankenhaus, Mariannenplatz)

Bereits seit 1821/1822 hatte Schmid Konzepte für die Bebauung des Köpenicker Feldes, den Südteil der Luisenstadt, erstellt. Entwürfe der Jahre 1823/1824 sahen als zentrale Achse einen Nord-Süd-Kanal zwischen Landwehrkanal und Spree vor, der als Transportweg insbesondere Baumaterialien in die boomende Stadt bringen sollte. Da es zu dieser Zeit noch keine Kanalisation in der Stadt gab, war der Kanal ferner zur Entwässerung vorgesehen. Zwar wurden Schmids Gesamtplanungen nicht realisiert, doch bildeten die Entwürfe für den Kanal die Grundlage für den Bau des Luisenstädtischen Kanals, den Schmid allerdings nicht selbst durchführen sollte. Nach der Inthronisation Friedrich Wilhelm IV. zum preußischen König im Jahr 1840 wurde die städtebauliche Planung Berlins dem Landschaftsarchitekten und Stadtplaner Peter Joseph Lenné übertragen.
Aufbauend auf Schmids Plänen konzipierte Lenné den Entwurf eines Bebauungsplanes, der den Flächenbedarf von Industrie- und Eisenbahnflächen besser berücksichtigen und sozial ausgewogener sein sollte. Für Lenné besaßen die sozialen Aufgaben der Stadtplanung einen hohen Stellenwert – Grünflächen zur Naherholung und Straßen und Plätze mit hohem Aufenthaltswert betrachtete er als notwendig für ein funktionierendes Stadtquartier, während für Schmid eher die wirtschaftlichen Aspekte eines Wasserweges mit seinen Transportmöglichkeiten im Vordergrund der Überlegungen gestanden hatten. Neben Unterschieden in der Planung der Hafenbecken und Ladeplätze lag eine weitere wesentliche Differenz der Pläne in der Streckenführung des Kanals. Während Schmid einen sehr gradlinigen Verlauf vom Landwehrkanal zur Spree vorgesehen hatte, ließ Lenné den Kanal am Engelbecken in einem Bogen Richtung Nordost abknicken, was sich auf die Strömungsverhältnisse ungünstig auswirken sollte.
Frank Eberhardt schreibt resümierend: „Schmid scheiterte mit den von ihm erarbeiteten Bebauungsplänen, obwohl sie vom König genehmigt worden waren, wie letztlich auch Lenné mit seinem Plan der Schmuck- und Grenzzüge an den fehlenden finanziellen Mitteln des Staates und der Stadt sowie den engherzigen Interessen der Bauherren.“

## Ehrungen
Die Schmidstraße in der ehemaligen Luisenstadt in Berlin-Mitte zwischen Michaelkirchstraße und Heinrich-Heine-Straße trägt seit dem 7. April 1849 den Namen des fast vergessenen Baumeisters.